# Dawn of a New Century
Dawn of a New Century – trzeci album studyjny duetu Secret Garden, wydany 20 kwietnia 1999 roku. Szkocka diva Karen Matheson wystąpiła jako solistka w utworze Prayer.

## Lista utworów
| Nr  | Tytuł                   | Czas |
| --- | ----------------------- | ---- |
| 1.  | "Moongate"              | 4:31 |
| 2.  | "Prayer"                | 4:35 |
| 3.  | "Elan"                  | 3:12 |
| 4.  | "Dreamcatcher"          | 4:37 |
| 5.  | "Sona"                  | 4:22 |
| 6.  | "In Our Tears"          | 4:42 |
| 7.  | "Children of the River" | 3:51 |
| 8.  | "Evensong"              | 4:27 |
| 9.  | "Lore of the Loom"      | 3:22 |
| 10. | "Aria"                  | 4:21 |
| 11. | "Divertimento"          | 2:53 |
| 12. | "Aquarell"              | 4:38 |
| 13. | "Dawn of a New Century" | 6:14 |